# Mayridia procera
Mayridia procera är en stekelart som först beskrevs av Mercet 1921.  Mayridia procera ingår i släktet Mayridia och familjen sköldlussteklar. Inga underarter finns listade i Catalogue of Life.